# Martjanska pogodba
Martjanska pogodba je najstarejše prekmursko pisno besedilo hkrati z Martjansko pesmarico. Pogodba je bila potrjena 1. januarja, leta 1643, v Martjancih, v Slovenski okroglini (danes Prekmurje). V tem martjanski župnijski člani izročijo vinograde iz Vučje Gomile v najem sinovom Jurka Ferenceka. 
S pogodbo so evangelički ključarji (cehmeštri) cerkve v Martjancih končali pravdo s sinovi Jurka Ferenceka (Ferenczek Jurko), ki je umrl. Ferencek je dobil v najem vinograd v Vučji Gomili, vendar so ga oni ponovno dobili nazaj v najem. Ferencek ga je v najem dobil zato, ker ga takratni dušni pastir Ivan Salasegi že ves čas ni mogel redno obdelovati, ker so bili v okraju Turki.
Anno Domini 1642. Pochésse nassi Posteni Céhmestri od Ferénczek Jurka szinov te vinograd Czirkveni jemati, tojeto, od Ferénczek Stevana, Miklosa, i od Mihály Diáka, á onisze Posztavisse, i ne hotesse zrok Pusztiti, nego hotesse za szvoi ürok dersati, zatoga volo moraszilo Czehmestri kpravdi sztopiti v Martyancze, právdaje te Vinograd nazaja na Czirkev Priglednoa i vroke dala, tak govorechi. Nigdar nische ne more Czirkvenoga üroka ni odati ni kupiti, ni Szilom ládati, ni dersati; Biliszo vu te pravde Szobochki Posteni Richtarje … Valpoti i ládavczi Pletes Mihály, Pétek Matthaj…